# Ove Paulsen
Ove Vilhelm Paulsen , né le 22 mars 1874 à Århus et mort le 29 avril 1947 à Gentofte, est un botaniste danois qui s'intéressa à la flore danoise et aux planctons de l'Atlantique nord, ainsi qu'à la flore d'Asie centrale.

## Biographie
Ove Paulsen étudie à la botanique à l'université de Copenhague, notamment avec le professeur Warming. Il y reçoit son titre de magisterkonferens (maître de conférence) en 1897 et celui de doctor philosophiæ en 1911 grâce à une thèse sur la flore d'Asie centrale.
Il occupe le poste de conservateur du musée botanique de l'université de Copenhague de 1905 à 1920, puis devient professeur de botanique à la faculté des sciences pharmaceutiques de l'université de Copenhague, jusqu'en 1947.
Il étudia la flore danoise, les planctons de l'Atlantique nord et la flore d'Asie centrale. Il effectua des expéditions botanique en Perse et dans le Pamir entre 1898 et 1899. Il est accompagné dans le Pamir par l'explorateur Ole Olufsen. Il visita également l'Amérique du Nord avec la deuxième International Phytogeographic Excursion (juillet-septembre 1913) dirigée par Henry Chandler Cowles (1869-1939), à la suite de laquelle il publia un document sur la zonification des biomes de l'est à l'ouest. Il fut en rapport dans sa jeunesse avec le botaniste autrichien Josef Franz Freyn, à propos de la flore d'Asie centrale.

## Quelques publications
- 1898. F. Børgesen & O. Paulsen, Om Vegetationen paa de dansk-vestindiske Øer, Copenhague, éd. Nordisk Forlag, 114 pp. Traduit en français avec des illustrations (1900): La Végétation des Antilles danoises par Mlle S. Eriksson, Paris, éd. Paul Dupont
- 1910-1911. C. H. Ostenfeld & Ove Paulsen, Marine plankton from the East-Greenland Sea (W. of 6° W Long, and N. of 73° 30’ N Lat.): collected by the "Danmark-Expedition" 1906-1908. Meddelelser om Grønland, vol. 43 (11) 
  - I : List of diatoms and flagellates / par C. H. Ostenfeld. 1910
  - II : Protozoa / par C. H. Ostenfeld. 1910
  - III : Peridiniales / par Ove Paulsen. 1910
  - IV : General remarks on the microplankton / par C. H. Ostenfeld & Ove Paulsen. 1911
- 1949. O. Paulsen, Observations on Dinoflagellates. J. Grøntved. Biologiske Skrifter / Kongelige Danske Videnskabernes Selskab 6 (4): 1-67

## Source
- (da) Cet article est partiellement ou en totalité issu de l’article de Wikipédia en danois intitulé « Ove Paulsen » (voir la liste des auteurs).

Paulsen est l’abréviation botanique standard de Ove Paulsen.
Consulter la liste des abréviations d'auteur en botanique ou la liste des plantes assignées à cet auteur par l'IPNI, la liste des champignons assignés par MycoBank, la liste des algues assignées par l'AlgaeBase et la liste des fossiles assignés à cet auteur par l'IFPNI.